# Enoplognatha macrochelis
Enoplognatha macrochelis là một loài nhện trong họ Theridiidae.
Loài này thuộc chi Enoplognatha. Enoplognatha macrochelis được miêu tả năm 1981 bởi Levy & Amitai.